# Wskaźnik wykup-wyprzedaż
Wskaźnik wykup-wyprzedaż oscyluje granicach od 0 do 100%. Wartość 100 zostanie uzyskana, gdy {\displaystyle P_{n}=P_{max},} natomiast wartość 0 przy założeniu, że {\displaystyle P_{n}=P_{min}.} Wyniki dochodzące do 100% uzyskamy w czasie trwania hossy. Odwrotnie, w czasie trwania bessy wskaźnik ten będzie osiągał wartości bliskie 0.
{\displaystyle W(n,k)={\frac {P_{n}-P_{min}}{P_{max}-P_{min}}}\cdot 100\%,}
gdzie:
{\displaystyle P_{n}} – cena akcji w czasie {\displaystyle n,}
{\displaystyle P_{min}} – najniższy kurs akcji z {\displaystyle k}-ostatnich notowań,
{\displaystyle P_{max}} – najwyższy kurs akcji z {\displaystyle k}-ostatnich notowań.